# Rocca Sillana
La Rocca Sillana (Silana o di Sillano) è una possente fortificazione risalente all'XII secolo che si trova nel comune di Pomarance, in provincia di Pisa.

## La storia
La Rocca Sillana, visibile a grande distanza, domina maestosa sul vertice di un rilievo collinare a 530 metri sul livello del mare, in una posizione privilegiata da un punto di vista militare. La Rocca permette infatti di controllare strategicamente la val di Cecina e le valli collegate, un territorio molto vasto che comprende ampie porzioni delle province di Pisa, Siena e Grosseto.
La leggenda, anche in virtù del nome, vorrebbe far risalire l'origine del fortilizio alla guerra civile fra Mario e Silla. Secondo questa ipotesi leggendaria il nome della rocca sillana deriverebbe infatti dal cognomen del generale romano Lucio Cornelio Silla. Secondo ipotesi più accreditate la rocca sarebbe stata costruita invece intorno al XII secolo. Appartenuta ai vescovi, e successivamente al comune di Volterra che si sono a lungo contesi questi territori, sarebbe stata poi ampliata su progetto di Giuliano da Sangallo nel XV secolo quando Pomarance passò sotto la giurisdizione dei fiorentini che l'avevano sottratta ai pisani.
Non si esclude tuttavia un precedente utilizzo in epoca romana del rilievo roccioso. Nella zona infatti sono ormai molti i ritrovamenti archeologici che confermerebbero che questo territorio sia stato abitato sin da epoche più remote: il ritrovamento di monete romane dell'epoca di Silla, il ritrovamento di numerose tombe di epoca villanoviana ed etrusca (di cui una a tholos del V secolo a.C.), la scoperta di una tomba di età ellenistica risalente al IV secolo a.C., e il ritrovamento di un'epigrafe funeraria latina rinvenuta a poche centinaia di metri dalla Rocca Sillana.

### La pieve di San Bartolomeo della Rocca Sillana
Secondo il Repetti al fortilizio sarebbe stata annessa una chiesa plebana, la pieve di S. Bartolommeo della Rocca Sillana, che all'epoca del sinodo volterrano del 1356 contava ben nove chiese suffraganee. Questa la situazione all'epoca in cui scriveva il Repetti:
1. la chiesa di Acquaviva (soppressa, e passata alla pieve di Pomarance).

2. la chiesa di Monte Castelli (diventata pieve).

3. la chiesa di Ripapoggioli (distrutta).

4. la chiesa di Mestrugnano (distrutta).

5. la chiesa di Vinazzano (distrutta).

6. la chiesa di Lucciano (distrutta).

7. la chiesa di Mont'Albano (esistente).

8. la chiesa di Anqua (diventata pieve)

9. la chiesa di Valiano (anche chiamata San Lorenzo, passata come cappella alla pieve di Monte Castelli).